# Theresimima ampelophaga
La zigena della vite (Theresimima ampelophaga (Bayle-Barelle, 1809)) è un lepidottero appartenente alla famiglia Zygaenidae, diffuso in Europa meridionale, Nordafrica ed Asia occidentale. È l'unico rappresentante del genere Theresimima Strand, 1917. L'epiteto specifico deriva dal greco άμπελος = vite e φάγειν = mangiare, e sottolinea il fatto che la specie, nell'area del Mediterraneo, è un parassita temuto in viticoltura.

## Descrizione

### Adulto
Apparentemente può ricordare una specie del genere Adscita, ma si differenzia per la struttura delle antenne del maschio.
Rispetto alle Adscita, l'ala anteriore risulta più scura e leggermente più stretta; inoltre le nervature 9 e 10 sono peduncolate. La colorazione di entrambe le ali è di un brunastro piuttosto uniforme, talvolta lievemente più carico a livello del termen, e con iridescenze più chiare. L'ala posteriore, più corta e arrotondata di quella anteriore, risulta più stretta rispetto a quella delle altre Procridinae con distribuzione simile (p. es. Rhagades pruni e Adscita subsolana).
La pagina inferiore delle ali riprende il colore del recto, ma presenta una tonalità lievemente più pallida, con termen di color marroncino-arancio.
Le antenne, che raggiungono i due terzi della lunghezza del corpo, sono pettinate nei maschi e vermiformi nelle femmine, con 35-38 antennomeri muniti di scaglie color verde brillante. La spirotromba è atrofizzata e non funzionante.
Il capo ed il torace risultano brunastri e lucidi, mentre l'addome si mostra bluastro, con anelli più chiari, di colore variabile tra il verde ed il marrone.
Nel genitale maschile, l'uncus è più breve rispetto alla maggior parte delle Procridine paleartiche, e rivela una base a sezione triangolare. Tegumen e vinculum sono solo leggermente sclerotizzati. L'edeago è di medie dimensioni, lievemente curvato verso l'alto, con cornutus sviluppato; talvolta sono osservabili altri due cornuti più piccoli. Il ductus ejaculatorius presenta distalmente un certo numero di piccole spinule a sezione triangolare.
Nel genitale femminile, l'antrum è piatto e molto sclerotizzato; il ductus bursae appare lungo e traslucido. Il corpus bursae si mostra piccolo e alquanto sferico. Le papille sono sviluppate, con apofisi ridotte.
L'apertura alare va dai 18 ai 25 mm nei maschi, e dai 16 a 24 mm nelle femmine.

### Uovo
Le uova sono ovali, inizialmente giallognole e successivamente verdastre. Vengono deposte tra maggio e settembre, in gruppi di 20-80 sulla pagina inferiore delle foglie delle piante ospiti.

### Larva
Il bruco si rinviene tutto l'anno, e rappresenta la forma con cui la specie supera l'inverno. I primi tre stadi larvali appaiono biancastri, poi il tegumento comincia ad inscurirsi, pur rimanendo bianco-giallastro sul ventre. Il capo risulta nerastro. Il corpo non ha tubercoli, ma diverse file di setole sia dorsalmente, sia sui fianchi. A maturazione completa misura da 18 a 22 mm.

### Pupa
Le crisalidi, rinvenibili tra marzo e luglio, sono inizialmente bianche, ma in seguito tendono a diventare giallastre. Si ritrovano all'interno di bozzoli sericei poco consistenti, di un color bianco candido, adese alla corteccia della pianta ospite, in prossimità di asperità o fessure, oppure tra le foglie.

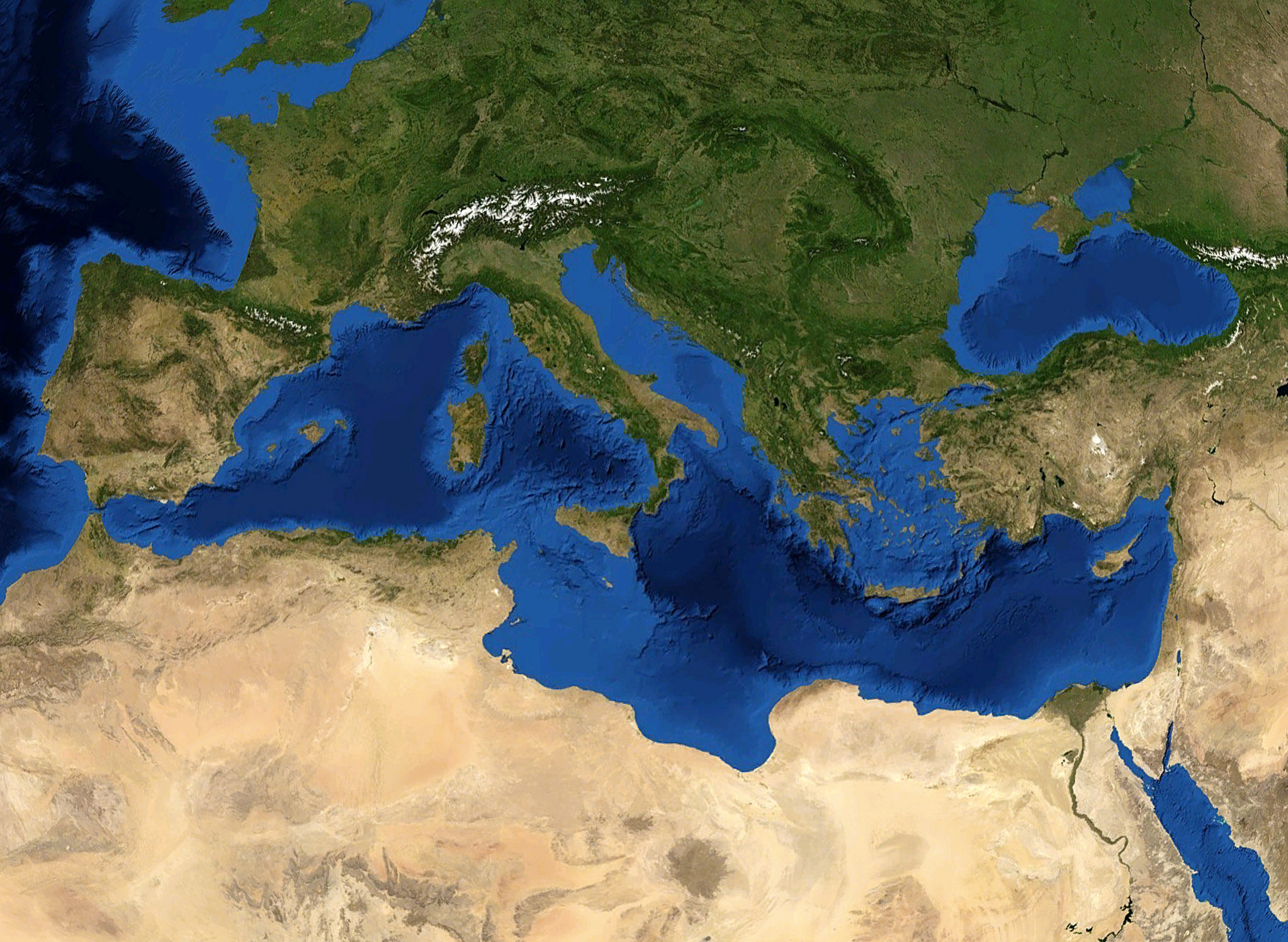
Il bacino del Mediterraneo, lungo il quale è distribuita la specie

## Distribuzione e habitat
L'areale di questa specie rientra all'interno dell'ecozona paleartica, comprendendo l'Europa mediterranea fino al Mar Nero (Spagna sudoccidentale, Francia meridionale, Italia continentale, Slovenia, Austria, Ungheria, Slovacchia, Croazia, Bosnia ed Erzegovina, Serbia, Montenegro, Macedonia del Nord, Albania, Grecia, Turchia, Bulgaria, Romania, Moldavia, Ucraina e Russia europea), l'Africa settentrionale (Marocco, Algeria, Egitto) e l'Asia occidentale (Libano, Siria, Israele, Cipro e paesi del Caucaso).
Benché l'utilizzo di insetticidi abbia in passato ristretto o modificato l'areale della specie, il suo passaggio ad altre piante ospite d'importazione l'ha potata a riconquistare parti di territorio abbandonate in precedenza. È molto probabile che l'areale attuale non corrisponda a quello storico, e può essere che la specie sia da considerarsi un relitto tropicale africano o asiatico.
L'habitat è rappresentato da zone a vegetazione arbustiva, prati misti e vigneti.

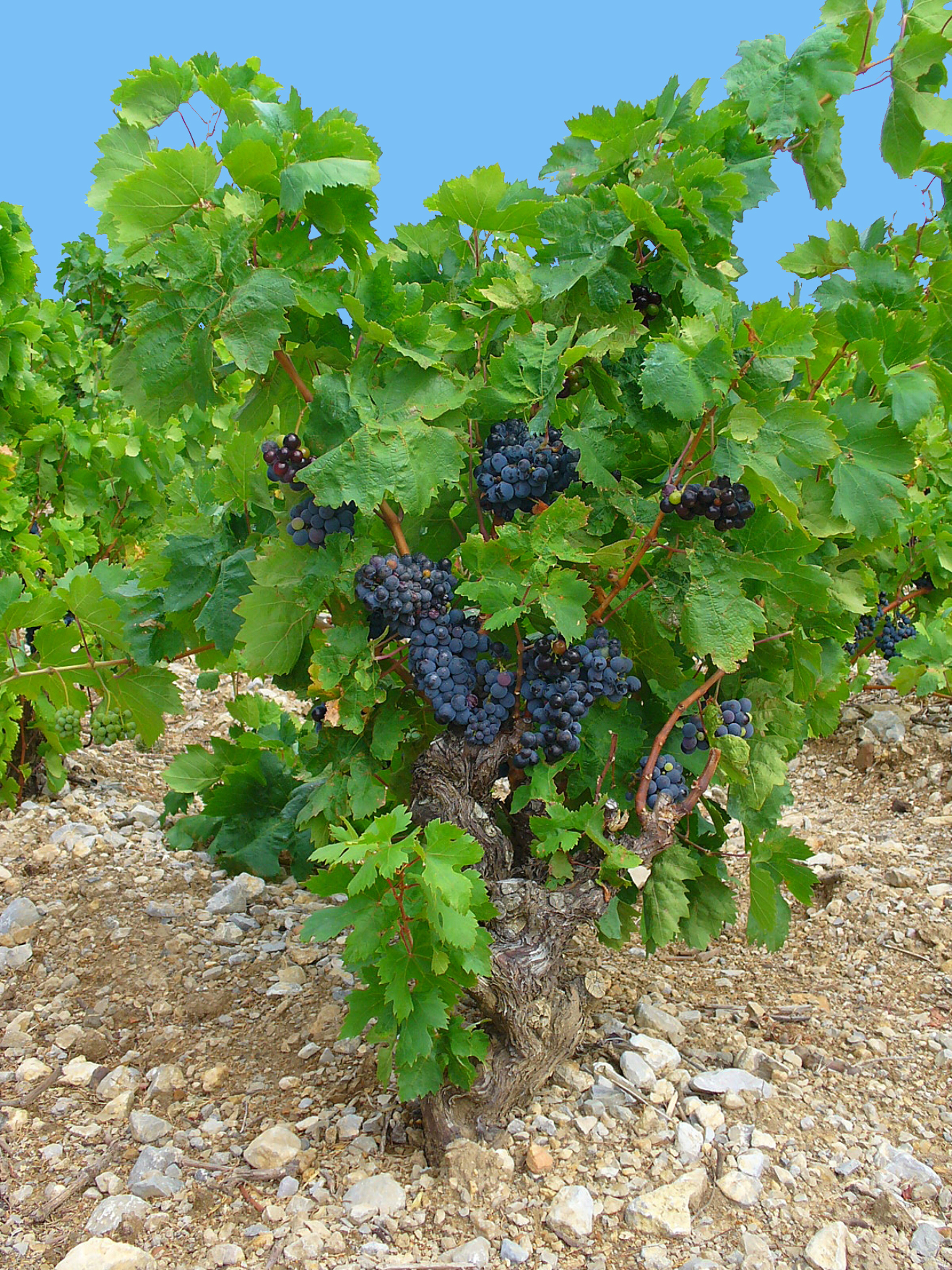
Vitis vinifera

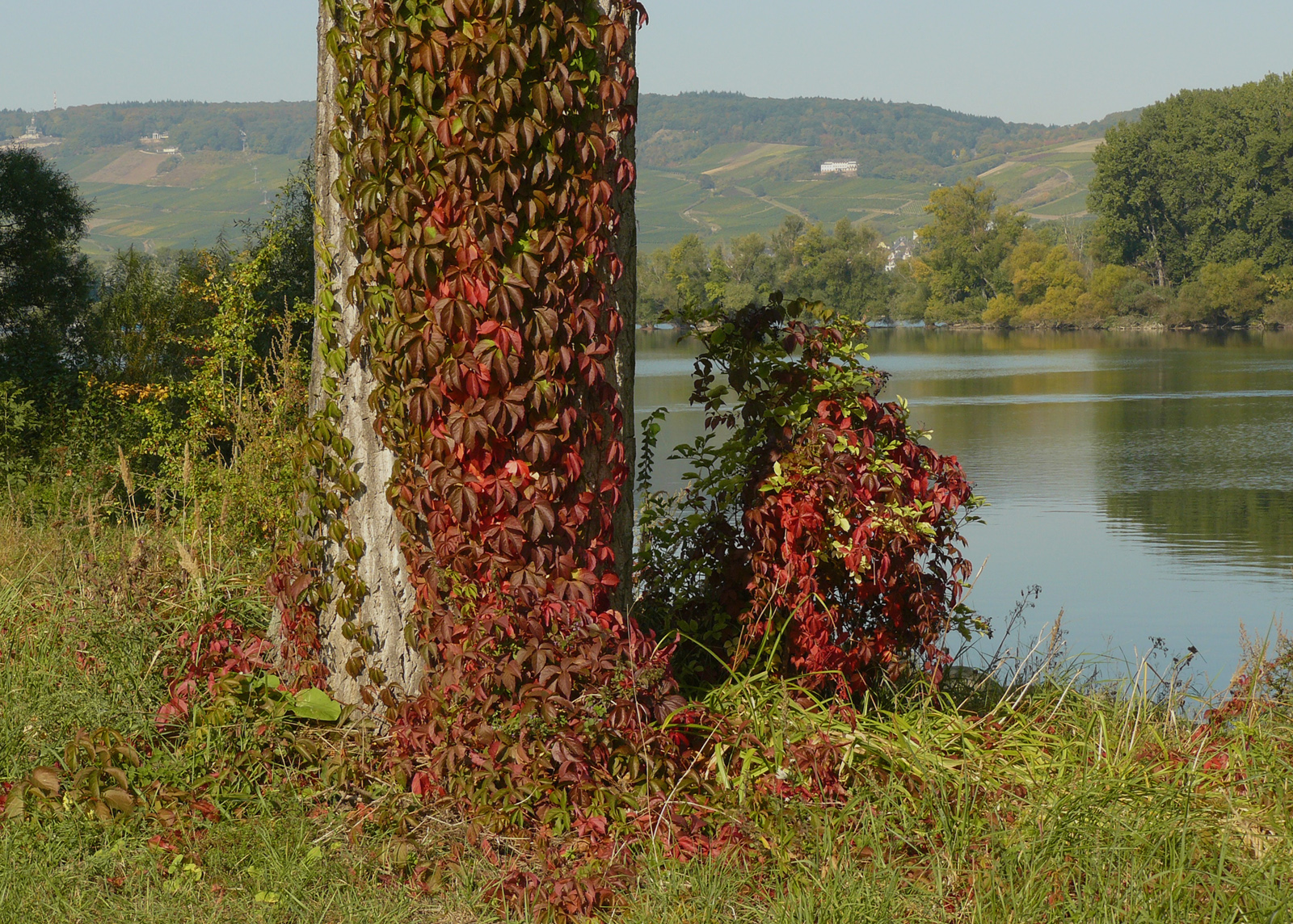
Parthenocissus quinquefolia

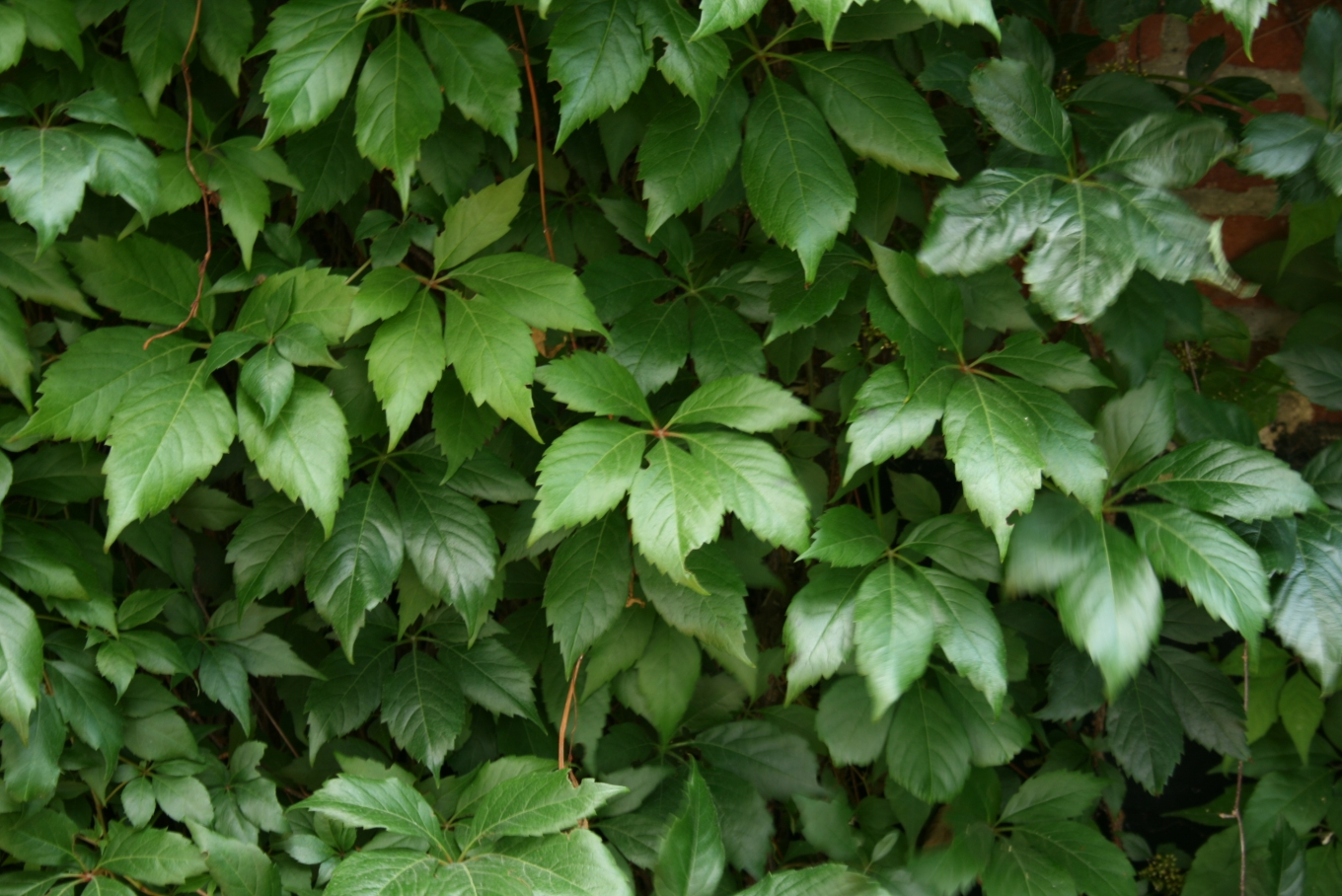
Parthenocissus vitacea

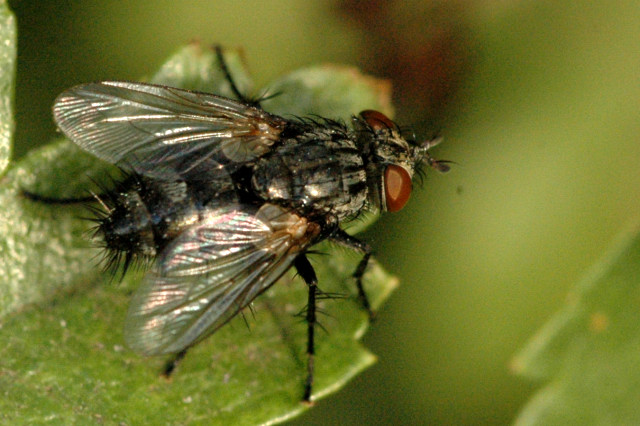
Exorista larvarum

## Biologia
Le uova si schiudono sei-otto giorni dopo la deposizione. I bruchi attraversano in tutto cinque stadi di maturazione, anziché sei come nelle altre Procridinae. Il I stadio si alimenta esclusivamente delle giovani gemme e del parenchima fogliare, tanto da trasformare la foglia parassitata in un intrico irregolare di nervature. Questo comporta che la pianta deve risvegliare le gemme secondarie; nel caso della vite il fenomeno comporta uno scadimento della qualità del prodotto vinicolo. Via via che la larva si sviluppa, inizia ad attaccare tutte le parti della foglia, provocando, in taluni casi, la morte della pianta. La diapausa si colloca tra III e IV stadio. In linea generale, se l'attacco avviene durante la primavera, i danni alla pianta sono maggiori, interessando non solo le gemme, ma spogliando quasi completamente l'ospite dalle foglie, e provocandone l'indebolimento o la morte. Se invece l'attacco avviene in estate già inoltrata, i danni sono limitati più che altro alla pagina inferiore della foglia, ove si trovano i tessuti vegetali più teneri.
Il bruco si impupa tessendo un bozzolo poco consistente che di solito si rinviene adeso alla corteccia della pianta ospite. La crisalide si apre un varco nel bozzolo, liberandosene poco prima dell'emersione dell'immagine. Gli adulti sfarfallano in tarda notte o nelle prime ore del mattino, ed essendo incapaci di alimentarsi, hanno esclusivamente scopo riproduttivo. L'accoppiamento avviene nelle prime 24-48 ore dopo l'emersione, solitamente al crepuscolo, quando gli adulti sono più attivi.

### Periodo di volo
Il periodo di volo va da aprile ad ottobre, solitamente con una sola generazione, ma in Ungheria e Libano si ritiene che la specie sia bivoltina.

### Alimentazione
I bruchi si alimentano alle spese di Vitis vinifera L., 1753 (vite comune) e di altre due specie di Vitaceae importate dall'America del nord: Parthenocissus quinquefolia (L.) Planch., 1887 (vite americana) e Parthenocissus vitacea (Knerr) Hitchc. (falsa vite della Virginia).

### Metodi di lotta
Questa zigena rappresenta un flagello per i vigneti fin dai tempi della Roma antica. In Africa settentrionale, Spagna, Italia meridionale ed Ungheria, il principale metodo di lotta contro questa specie è rappresentato dalla nebulizzazione di insetticidi, in quanto l'impiego di competitori naturali (lotta biologica e lotta integrata) non ha dato grandi risultati. Può anche essere utilizzato il Bacillus thuringiensis var. Kurstaki, le cui tossine provocano nella larva una malattia paralitica.

### Parassitismo
Questo zigenide cade vittima di parassitismo da parte di altre sei specie di insetti:
- Apanteles ultor Reinhard, 1880 (Hymenoptera, Braconidae)
- Brachymeria intermedia (Nees, 1834) (Hymenoptera, Chalcididae)
- Exorista spp. Meigen, 1803 (Diptera, Tachinidae)
- Hocheria unicolor Walker, 1834 (Hymenoptera, Chalcididae)
- Trichogramma evanescens Westwood, 1833 (Hymenoptera, Trichogrammatidae)
- Zenillia libatrix (Panzer, 1798) (Diptera, Tachinidae)

La percentuale di casi di parassitismo sul totale degli individui di T. ampelophaga è tuttavia troppo esigua per poter effettuare un controllo efficace sulla sua popolazione.

## Tassonomia

### Sottospecie
Non sono state descritte sottospecie.

### Sinonimi
Sono stati riportati cinque sinonimi:
- Ino ampellophaga (Bayle-Barelle, 1809) - Saggio Ins. Noc. 40-44 - Tav. 1 fig. 2 (sinonimo omotipico)[1]
- Theresimima ampellophaga [sic] (Bayle-Barelle, 1809) - Saggio Ins. Noc. 40-44 - Tav. 1 fig. 2 (sinonimo omotipico)[1]
- Theresimima astrapta Dannehl, 1933 - Ent. Zeitschr. 47:147 (sinonimo eterotipico)
- Theresimima vitis Freyer, 1829 - Beitr. Schmett. 2: 48 t. 68 f. 3 (sinonimo eterotipico)[10]
- Zygaena ampellophaga Bayle-Barelle, 1809 - Saggio Ins. Noc. 40-44 - Tav. 1 fig. 2 (sinonimo omotipico)[1]

Va inoltre segnalato un sinonimo per il genere Theresimima:
- Theresia Spuler, 1906 Schmett. Europ. 2: 166[4]